# Philoponella variabilis
Philoponella variabilis es una especie de araña araneomorfa del género Philoponella, familia Uloboridae. Fue descrita científicamente por Keyserling en 1887.
Habita en Australia (Queensland, Nueva Gales del Sur).